# 库默罗
库默罗（德語：Kummerow）是德国梅克伦堡-前波美拉尼亚州的市镇，隶属于梅克伦堡湖区县。总面积为55.14平方千米，截至2023年12月31日总人口为544人。